# Marianela Szymanowski
Marianela Szymanowski Alonso (Buenos Aires, Argentina, 31 de julio de 1990) es una futbolista argentina que juega como delantera en el Standard Lieja de la Superliga Femenina de Bélgica.

## Carrera
Szymanowski empezó a jugar a fútbol en el equipo Rayo Ciudad Alcobendas Club de Fútbol de Madrid, donde jugó entre los 11 y 18 años. Posteriormente ficha por el Atlético de Madrid, jugando primero en las categorías inferiores hasta debutar en el primer equipo.
En 2011 sufrió una grave lesión que la mantuvo alejada del terreno de juego hasta 2013.
Después de dos años, Szymanowski, dejó el Atlético y fichó por el Rayo Vallecano, donde debutó en la Liga de Campeones de la UEFA. Después de cinco temporadas firmó por el Valencia en la temporada 2016-17.

## Carrera internacional
Szymanowski jugó con Argentina la Copa América Femenina 2014.

## Clubes
| Club            | País    | Año         |
| --------------- | ------- | ----------- |
| Atlético Madrid | España  | 2008 - 2011 |
| Rayo Vallecano  | España  | 2011 - 2016 |
| Valencia        | España  | 2016 - 2018 |
| Real Betis      | España  | 2018 - 2020 |
| RCD Espanyol    | España  | 2020 - 2022 |
| Rayo Vallecano  | España  | 2022 - 2023 |
| Pomigliano      | Italia  | 2023 - 2024 |
| Standard Lieja  | Bélgica | 2024 - Act. |

## Vida personal
Su hermano, Alexander Szymanowski, es también futbolista profesional.